# Municipio de Shenango (condado de Mercer)
El municipio de Shenango  (en inglés: Shenango Township) es un municipio ubicado en el condado de Mercer en el estado estadounidense de Pensilvania. En el año 2000 tenía una población de 4.037 habitantes y una densidad poblacional de 52.0 personas por km².

## Geografía
El municipio de Shenango se encuentra ubicado en las coordenadas 41°10′00″N 80°30′29″O / 41.16667, -80.50806.

## Demografía
Según la Oficina del Censo en 2000 los ingresos medios por hogar en la localidad eran de $38,162 y los ingresos medios por familia eran $40,833. Los hombres tenían unos ingresos medios de $35,148 frente a los $23,820 para las mujeres. La renta per cápita para la localidad era de $17,728. Alrededor del 9,7% de la población estaban por debajo del umbral de pobreza.